# USS Herbert J. Thomas (DD-833)
USS Herbert J. Thomas (DD-833/DDR-833) là một tàu khu trục lớp Gearing được Hải quân Hoa Kỳ chế tạo vào giai đoạn cuối Chiến tranh Thế giới thứ hai. Nó là chiếc tàu chiến duy nhất của Hải quân Mỹ được đặt theo tên Trung sĩ Thủy quân Lục chiến Herbert Joseph Thomas Jr. (1918-1943), người đã tử trận trong Chiến dịch Bougainville và được truy tặng Huân chương Danh dự. Hoàn tất khi chiến tranh đã sắp kết thúc, con tàu tiếp tục phục vụ trong giai đoạn Chiến tranh Lạnh, Chiến tranh Triều Tiên và Chiến tranh Việt Nam cho đến năm 1970. Nó được chuyển cho Đài Loan năm 1974 và tiếp tục phục vụ cùng Hải quân Trung Hoa dân quốc như là chiếc ROCS Han Yang (DD-15/DDG-915) cho đến năm 1999. Nó bị đánh chìm như một dãi san hô nhân tạo sau đó. Herbert J. Thomas được tặng thưởng danh hiệu sáu Ngôi sao Chiến trận do thành tích phục vụ trong Chiến tranh Triều Tiên, rồi thêm ba Ngôi sao Chiến trận khác khi hoạt động trong Chiến tranh Việt Nam.

## Thiết kế và chế tạo
Herbert J. Thomas được đặt lườn tại xưởng tàu của hãng Bath Iron Works Corporation ở Bath, Maine vào ngày 30 tháng 10 năm 1944. Nó được hạ thủy vào ngày 25 tháng 3 năm 1945; được đỡ đầu bởi cô Audrey Irene Thomas, em gái Trung sĩ Thomas, và nhập biên chế vào ngày 29 tháng 5 năm 1945 dưới quyền chỉ huy của Hạm trưởng, Trung tá Hải quân T. S. Keith.

## Lịch sử hoạt động

### 1945 - 1949
Sau khi hoàn tất việc chạy thử máy tại vùng bờ Đông Hoa Kỷ và vùng biển Caribe, Herbert J. Thomas băng qua kênh đào Panama để đi đến khu vực Tây Thái Bình Dương, gia nhập lực lượng chiếm đóng làm nhiệm vụ tại Nhật Bản và Triều Tiên. Sau khi hoạt động cùng Đệ Thất hạm đội ngoài khơi Nhật Bản và tuần tra tại vùng biển Triều Tiên trong phần lớn thời gian của năm 1946, nó lên đường vào cuối tháng 11 để quay trở về Hoa Kỳ, đi ngang qua Guam và Trân Châu Cảng trước khi về đến San Diego vào ngày 21 tháng 12.
Herbert J. Thomas lại khởi hành vào ngày 6 tháng 1 năm 1947 để chuyển sang vùng bờ Đông, vượt kênh đào Panama và đi đến Newport, Rhode Island, cảng nhà mới của nó, vào ngày 6 tháng 2. Từ tháng 2 năm 1947 đến tháng 5 năm 1950, nó hoạt động dọc theo vùng bờ Đông và vùng biển Caribe đồng thời ba lần được phái sang phục vụ cùng Đệ Lục hạm đội tại Địa Trung Hải. Ngoài ra vào cuối năm 1948 nó còn đảm nhiệm vai trò tàu thực hành cho Học viện Hải quân Hoa Kỳ, tiến hành những chuyến đi thực tập chống tàu ngầm kéo dài sáu ngày. Nó được xếp lại lớp như một tàu khu trục cột mốc radar với ký hiệu lườn mới DDR-833 vào ngày 18 tháng 3 năm 1949.

### Chiến tranh Triều Tiên 1950 - 1953
Herbert J. Thomas vừa mới quay về từ Địa Trung Hải và đang viếng thăm, khi lực lượng Bắc Triều Tiên đã vượt vĩ tuyến 38 tấn công xuống lãnh thổ Nam Triều Tiên vào ngày 25 tháng 6 năm 1950, khiến Chiến tranh Triều Tiên bùng nổ. Nó lập tức đi sang Trân Châu Cảng để gia nhập Hạm đội Thái Bình Dương, rồi đến tháng 7 đã gia nhập Lực lượng Đặc nhiệm 77 hoạt động trong biển Hoàng Hải ngoài khơi bờ biển Triều Tiên. Một tháng sau đó, nó được điều sang lực lượng phong tỏa dọc bờ biển phía Đông, và đã hỗ trợ hải pháo cho lực lượng trên bộ của Liên Hợp Quốc ở vùng phụ cận Pohang đang phòng thủ trong Trận Vành đai Pusan. Nó bắn pháo can thiệp suốt dọc bờ biển phía Đông, và đã tấn công nghi binh nhằm hỗ trợ cho cuộc đổ bộ của lực lượng Commando Anh từ tàu ngầm Perch (SS-176) để phá hủy một hầm đường sắt quan trọng của đối phương.
Lúc 13 giờ 29 phút ngày 4 tháng 9, Herbert J. Thomas đang làm nhiệm vụ cột mốc radar canh phòng ờ vị trí cách khoảng 60 mi (97 km) về phía Bắc thành phần chủ lực của hạm đội, khi nó phát hiện máy bay không rõ nhận dạng trên màn hình radar. Nó chuyển thông tin đến những máy bay tuần tra chiến đấu trên không (CAP) xuất phát từ tàu sân bay Valley Forge (CV-45), và một phi đội đang tuần tra về phía Đông Bắc hạm đội được dẫn đường để đối phó. Đối thủ được ước lượng bay đến từ hướng 160°, tốc độ 180 kn (330 km/h), và sau khi thấy bị ngăn chặn chúng đã tách thành hai tốp, hạ thấp độ cao và rút lui về phía Triều Tiên thay vì Trung Quốc. Đối thủ được nhận dạng là những máy bay ném bom hai động cơ mang phù hiệu ngôi sao đỏ; một máy bay đối phương đã nổ súng tấn công và bị bắn hạ. Chiếc tàu khu trục đã đi đến địa điểm máy bay rơi, thu được xác viên phi công là một người Châu Á, và đã chuyển thi thể đến Valley Forge.
Trong ba tháng tiếp theo Herbert J. Thomas tiếp tục hoạt động tuần tra và phục vụ cùng Lực lượng Đặc nhiệm 77. Nó lên đường quay trở về nhà vào ngày 24 tháng 1 năm 1951, và về đến San Diego vào ngày 12 tháng 2, trải qua thời gian còn lại của năm cho những hoạt động tại chỗ. Nó quay trở lại vùng biển Triều Tiên vào ngày 25 tháng 1 năm 1952, phục vụ cùng Lực lượng Đặc nhiệm 77 trong một tháng rồi trải qua hai tuần lễ làm nhiệm vụ hỗ trợ hải pháo và hộ tống. Đến cuối tháng 2, nó được điều sang hoạt động tuần tra tại eo biển Đài Loan, rồi sang tháng 4 đã hoạt động tại khu vực Sŏngjin, Bắc Triều Tiên. Nó hoạt động phối hợp cùng nhiều tàu chiến khác tại suốt khu vực Sŏngjin-Chongjin.
Sau một giai đoạn phục vụ ngắn cùng lực lượng tấn công của Đệ Thất hạm đội, Herbert J. Thomas gia nhập Lực lượng Phong tỏa và Bắn phá ngoài khơi bờ biển phía Đông Triều Tiên. Vào ngày 11 tháng 5, nó đã đấu pháo tay đôi với các khẩu đội pháo bờ biển đối phương tại khu vực cảng Wonsan, nơi nó bị bắn trúng nhưng không chịu thương vong và chỉ bị hư hại nhẹ; hỏa lực bắn trả của nó đã gây thiệt hại nặng cho đối phương. Trong tháng đó nó tiếp tục hoạt động tuần tra, bắn phá và hỗ trợ hỏa lực cho hoạt động quét mìn tại các khu vực Serisan, Songjin và Chongjin.
Herbert J. Thomas rút lui về Yokosuka vào ngày 8 tháng 6 trước khi bắt đầu hành trình quay trở về Hoa Kỳ, về đến San Diego vào ngày 26 tháng 6. Được chuyển cảng nhà đến Long Beach, California, nó hoạt động thường lệ tại khu vực này cho đến ngày 2 tháng 2, 1953, khi nó lên đường cho lượt phục vụ tiếp theo tại Viễn Đông. Đi đến Yokosuka vào ngày 27 tháng 2, chiếc tàu khu trục lại gia nhập lực lượng tấn công Đệ Thất hạm đội, và hộ tống các tàu sân bay trong các hoạt động không kích xuống Bắc Triều Tiên. Từ ngày 4 tháng 4 đến ngày 19 tháng 5, ngoài vai trò hỗ trợ hỏa lực hải pháo theo yêu cầu xuống các vị trí pháo và radar đối phương, nó còn được phân công nhiệm vụ phản công điện tử.

### 1953 - 1963
Herbert J. Thomas gia nhập Lực lượng Đặc nhiệm 72 vào ngày 12 tháng 6, và hoạt động tại khu vực ngoài khơi Cao Hùng, Đài Loan để tuần tra phong tỏa giữa Đài Loan và lục địa Trung Quốc. Nó khởi hành từ Yokosuka vào ngày 14 tháng 8 để quay trở về Hoa Kỳ, và về đến Long Beach vào ngày 30 tháng 8, rồi tiếp tục đi đến Xưởng hải quân Mare Island để đại tu và nâng cấp vũ khí. Nó lên đường vào ngày 5 tháng 5, 1954 cho lượt phục vụ thứ tư tại Viễn Đông, và sau khi hoạt động tại Philippines và ngoài khơi Yokosuka, nó lên đường đi Cao Hùng vào ngày 23 tháng 7 để đảm nhiệm vai trò tuần tra tại eo biển Đài Loan. Quay trở về Long Beach vào ngày 5 tháng 12, nó trải qua năm tháng tiếp theo hoạt động cùng tàu sân bay Kearsarge (CV-33) tại vùng bờ Tây. Trong giai đoạn từ ngày 14 tháng 6, 1955 đến ngày 1 tháng 3, 1958, chiếc tàu khu trục còn được phái sang khu vực Tây Thái Bình Dương thêm ba đợt khác, nơi nó hoạt động cùng các đội đặc nhiệm tàu sân bay nhanh và tuần tra tại eo biển Đài Loan.
Vào ngày 25 tháng 10, 1958, Herbert J. Thomas lại được biệt phái sang hoạt động cùng Đệ Thất hạm đội tại Viễn Đông. Nó huấn luyện chống tàu ngầm phối hợp cùng các tàu khu trục của Lực lượng Phòng vệ biển Nhật Bản, và hoạt động cùng các đội đặc nhiệm tàu sân bay. Đến ngày 4 tháng 7, 1959, tại Sitka, Alaska, con tàu thay mặt cho Hải quân Hoa Kỳ bắn 21 phát đại bác chào mừng nhân dịp Alaska trở thành một tiểu bang của Hoa Kỳ. Chiếc tàu khu trục còn thường xuyên được biệt phái sang Viễn Đông cho đến ngày 9 tháng 7, 1963, khi nó đi vào Xưởng hải quân Mare Island tại Vallejo, California để được đại tu và nâng cấp trong khuôn khổ Chương trình Hồi sinh và Hiện đại hóa Hạm đội (FRAM Fleet Rehabilitation and Modernization) , với mục tiêu kéo dài tuổi thọ phục vụ đồng thời trang bị các hệ thống cảm biến và vũ khí hiện đại, bao gồm hệ thống tên lửa chống ngầm RUR-5 ASROC. Con tàu cũng được bảo vệ chống lại các tác nhân phóng xạ, hóa học và sinh học. Nó được xếp lại lớp và quay trở lại ký hiệu lườn cũ DD-833 vào ngày 1 tháng 4, 1964.

### 1964 - 1970
Việc nâng cấp kéo dài mất hơn một năm; và Herbert J. Thomas nhập biên chế trở lại vào ngày 31 tháng 7, 1964 và rời xưởng tàu vào ngày 30 tháng 8. Nó tiếp tục hoạt động dọc theo vùng bờ Tây cho đến khi lên đường đi sang Viễn Đông vào ngày 14 tháng 9, 1966, tham gia vào cuộc Chiến tranh Việt Nam. Đi đến Trạm Yankee ngoài khơi Bắc Việt Nam vào ngày 16 tháng 10, nó gia nhập Đội đặc nhiệm 77.7 và phục vụ hộ tống cho tàu sân bay Franklin D. Roosevelt (CVA-42) cho các nhiệm vụ không kích các mục tiêu đối phương trên bờ. Nó rút lui về Philippines vào ngày 16 tháng 11, đi đến vịnh Subic ba ngày sau đó trong chặng đường đi sang Đài Loan. Nó tiến hành tuần tra tại eo biển Đài Loan từ ngày 24 tháng 11 đến ngày 16 tháng 12, và khi quay trở lại vùng biển Việt Nam vào ngày 19 tháng 12, nó đã bắn hải pháo hỗ trợ cuộc chiến đấu của lực lượng trên bộ trong ba tuần lễ.

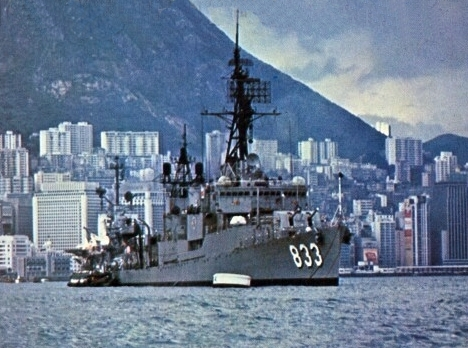
USS Herbert J. Thomas tại Hong Kong, năm 1969.

Sau một giai đoạn ngắn hộ tống các tàu sân bay tại Trạm Yankee vào giữa tháng 1, 1967, Herbert J. Thomas lên đường vào ngày 5 tháng 2 để quay trở về Hoa Kỳ ngang qua Yokosuka, về đến San Diego vào ngày 24 tháng 2. Sau khi được nghỉ ngơi và bảo trì, nó tiến hành huấn luyện ôn tập và hoạt động tại chỗ trong suốt mùa Hè và mùa Thu. Chiếc tàu khu trục rời California vào ngày 28 tháng 12 cho một lượt phục vụ khác tại khu vực Tây Thái Bình Dương, đi ngang qua Nhật Bản và Philippines trước khi đi đến Trạm Yankee vào ngày 14 tháng 3, 1968. Con tàu làm nhiệm vụ bắn phá bờ biển tại các khu vực tác chiến của Quân đoàn II và Quân đoàn III trong tháng 4 và tháng 5, nhắm vào các mục tiêu tập trung quân đối phương khi lực lượng Nam Việt Nam phản công sau sự kiện Tết Mậu Thân. Chiếc tàu khu trục cũng hoạt động tuần tra tại eo biển Đài Loan trong tháng 6 trước khi lên đường quay trở về nhà vào ngày 15 tháng 6; nó đi ngang qua Sasebo trước khi về đến San Diego vào ngày 5 tháng 7. Vào cuối năm đó nó được đại tu tại Xưởng hải quân Long Beach.
Sau khi hoàn tất huấn luyện ôn tập vào mùa Xuân năm 1969, Herbert J. Thomas khởi hành từ San Diego vào ngày 4 tháng 6 cho đợt hoạt động tiếp theo tại khu vực Tây Thái Bình Dương. Đi đến vịnh Bắc Bộ vào ngày 3 tháng 7, trong ba tuần lễ tiếp theo nó làm nhiệm vụ PIRAZ (Positive Identification and Radar Advisory Zone: Khu vực Nhận diện và Tư vấn Radar Chủ động), và thỉnh thoảng đảm trách vai trò bắn phá bờ biển. Sau một chuyến viếng thăm Sasebo vào đầu tháng 8, con tàu tiếp tục làm nhiệm vụ PIRAZ trong ba tuần trước khi đi đến Hong Kong vào ngày 15 tháng 9. Con tàu đảm trách thêm một lượt tuần tra và bắn phá bờ biển trong tháng 10, trước khi lên đường quay trở về nhà vào ngày 1 tháng 11, đi ngang qua vịnh Subic, Guam, Midway và Trân Châu Cảng trước khi về đến San Diego vào ngày 23 tháng 11.
Vào mùa Hè năm 1970, Herbert J. Thomas phục vụ như một tàu huấn luyện cho nhân sự Hải quân Dự bị Hoa Kỳ. Trong một đợt thanh tra và khảo sát vào tháng 8, con tàu được đánh giá không còn phù hợp để tiếp tục phục vụ, vì vậy nó được cho xuất biên chế tại San Diego vào ngày 4 tháng 12, 1970.

### ROCSHan Yang(DDG-915)
Tên của Herbert J. Thomas được rút khỏi danh sách Đăng bạ Hải quân vào ngày 1 tháng 2, 1974, và con tàu được chuyển cho Đài Loan trong khuôn khổ Chương trình Hỗ trợ An ninh (SAP: Security Assistance Program) vào ngày 1 tháng 6, 1974. Nó tiếp tục phục vụ cùng Hải quân Trung Hoa dân quốc như là chiếc ROCS Han Yang (DDG-915) cho đến khi ngừng hoạt động vào ngày 16 tháng 8, 1999. Con tàu cuối cùng bị đánh chìm như một dãi san hô nhân tạo.

## Phần thưởng
Herbert J. Thomas được tặng thưởng danh hiệu sáu Ngôi sao Chiến trận do thành tích phục vụ trong Chiến tranh Triều Tiên, rồi thêm ba Ngôi sao Chiến trận khác khi hoạt động trong Chiến tranh Việt Nam.